# Radio Eskilstuna
Radio Eskilstuna var en närradiostation i Eskilstuna. Stationen hade frekvens 92,7 och sände varje dag 8:00-22:00.
Stationen lades ner 2020.

## Om stationen
Stationen startades 1979. Studion fanns i KFUM-föreningens källare. Tomas Widén, Tina Brantberg och Marcus Heino har bland annat gjort program på stationen.
Stationen var en av Sveriges första närradiostationer.[källa behövs]

## Program i Radio Eskilstuna
Största delen av sändningstiden var det en melodislinga med inslag av jinglar då och då. Och utan reklam.
- I kanalen var det bland annat följande program:
  - Musikfrågan 92,7
  - Tinas Hopkok
  - Radio Virus
  - Tjejmaffian
  - Words of Fire
  - Ungdomspuls